# Snakenborg
Snakenborg är en medeltida adelsätt från Mecklenburg, troligen från orten Schnackenburg. Släkten hade en omkring 1360 inflyttad svensk gren, etablerad som svenskt frälse genom ingifte i svenska frälsesläkter. Ätten utdog innan Sveriges Riddarhus grundades 1625, varför den aldrig introducerades där som adelsätt.
Riddaren Heine Snakenborg till Vädersholm, var lagman, kungsdomshavande, och anhängare till den dåvarande svenske kungen Albrekt av Mecklenburg. Han var gift med Benedikta Gustavsdotter som 1378 skrev om deras sätesgård Vädersholm vilken senare tillhörde Gudhems kloster.
Den svenska grenen dog ut på svärdssidan under 1470-talet och på spinnsidan omkring år 1500.

## Bååt-Snakenborg
En del ättlingar (däribland Helena Snakenborg) på kvinnolinjen inom släkten Bååt använde namnet Snakenborg som tillnamn efter att släkten dött ut.